# Eftersökshund
För andra betydelser, se Eftersökshund (olika betydelser).
För andra betydelser, se Blodspårhund.

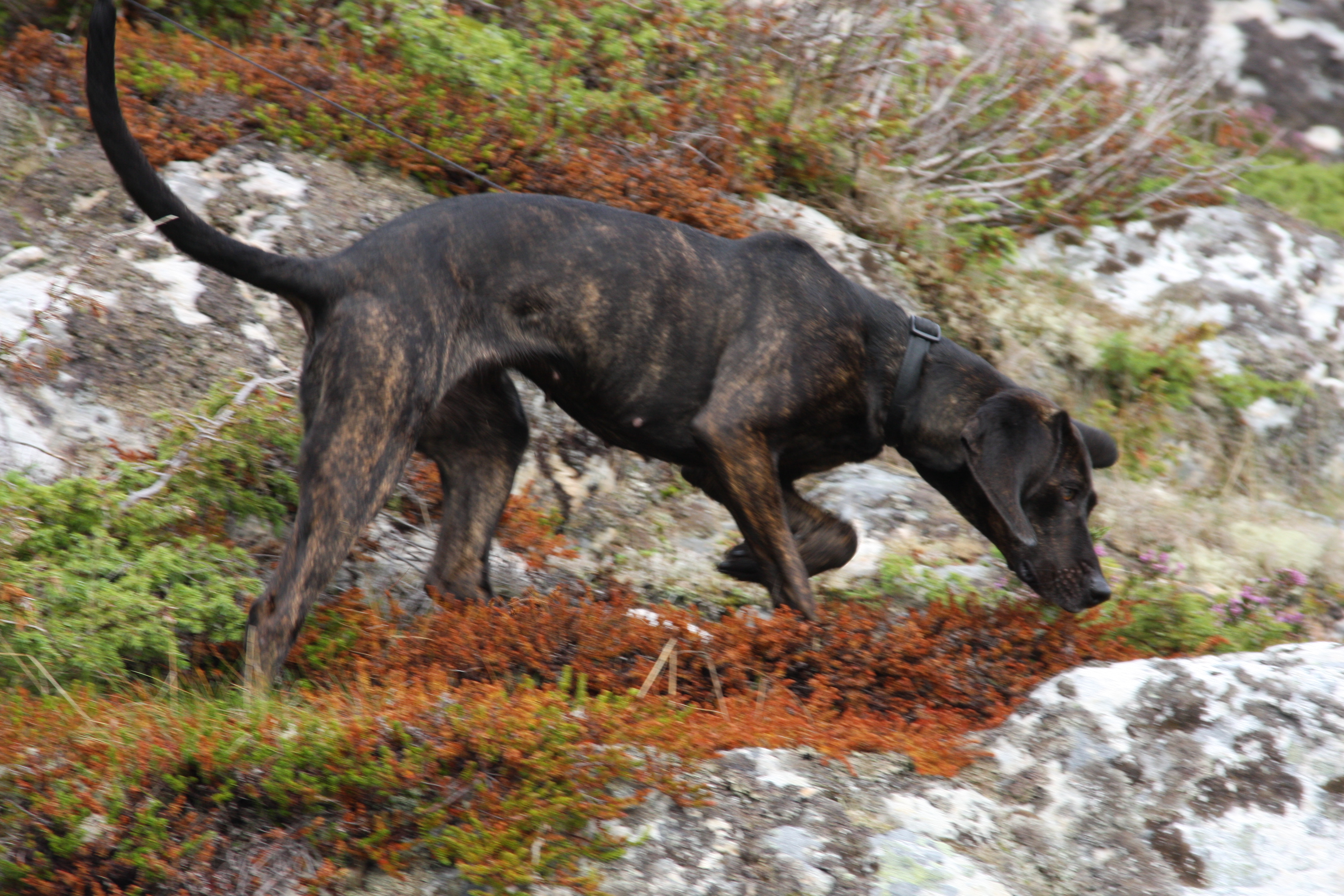
Eftersökshundar följer i lina spår från skadat vilt. På bilden en plott.

Eftersökshundar är hundar som används för att spåra skadskjutet eller trafikskadat vilt. De är tränade att följa blodspår men inte intressera sig för doftspår eller vittring från oskadat vilt. Enligt jaktförordningen måste eftersökshund finnas att tillgå inom två timmar vid jakt på björn, lo, älg, hjort, rådjur, mufflonfår eller vildsvin. Eftersökshundar certifieras genom viltspårprov.
Eftersökshundar kan vara av vilken ras som helst, även blandras. Viltspårhundar är särskilt framavlade för eftersök. Även retrievrar är särskilt lämpade, då ointresse för levande vilt hör till deras nedärvda egenskaper.
Vid eftersök på sådant vilt som tar sårlega i gryt används särskilt tränade grythundar.
Eftersökshundar som används för att hålla fast eller själva avliva det skadade viltet när jägaren inte kan få bra skott kallas avfångningshundar.